# Mount Washington Hillclimb
Le Mount Washington Auto Road Bicycle Hillclimb (montée cycliste de la route du Mont Washington) est une course cycliste américaine et annuel afin d'aider financièrement le Tin Mountain Conservation Center, une structure de promotion de l'environnement basée à Albany dans le New Hampshire.

## Tradition
Chaque année, en août, la course est organisée, avec une participation de plus de 600 coureurs cyclistes pour cette ascension de 12,2 km du mont Washington, le plus haut sommet de la Nouvelle-Angleterre. La route du mont Washington a une inclinaison moyenne de 12 % et certaines portions jusqu'à 22 %. La course est soumise a des conditions météorologiques difficiles, elle a dû plusieurs fois être annulée, et elle est considérée comme une des plus difficiles.
Le vainqueur historique de la course est Tyler Hamilton, qui a gagné la première fois en 1997, puis en 1999, 2005 et la dernière fois en 2006 avec un temps de 52 minutes 21 secondes, en devançant Ned Overend de plus de 2 minutes. Geneviève Jeanson est la détentrice du record féminin au temps avec 54 min 02 s (13,547 km/h de moyenne), Thomas Danielson détient le record masculin avec 49 min 24 s (14,817 km/h de moyenne).

## Palmarès
| Année                            | Hommes                          | Hommes                          | Femmes                          | Femmes                          |
| -------------------------------- | ------------------------------- | ------------------------------- | ------------------------------- | ------------------------------- |
| 1973                             | John Allis                      | 1 h 15 min 05 s                 | inconnu                         |                                 |
| 1974                             | John Allis                      | 1 h 01 min 39 s                 | inconnu                         |                                 |
| 1975                             | Résultat inconnu                | Résultat inconnu                | Résultat inconnu                | Résultat inconnu                |
| 1976                             | inconnu                         |                                 | Barbara Amburgey                |                                 |
| Résultat inconnu en 1977 et 1978 |                                 |                                 |                                 |                                 |
| 1979                             | Steve Pyle                      | 1 h 01 min 29 s                 | inconnu                         |                                 |
| 1980                             | Dale Stetina                    | 57 min 41 s                     | inconnu                         |                                 |
| Résultat inconnu de 1981 à 1986  |                                 |                                 |                                 |                                 |
| 1987                             | Dan Works                       | 1 h 06 min 20 s                 | Kathy Swanson                   | 1 h 23 min 12 s                 |
| 1988                             | Résultat inconnu                | Résultat inconnu                | Résultat inconnu                | Résultat inconnu                |
| 1989                             | Tai Roulston                    | 1 h 10 min 16 s                 | Megan Hayes                     | 1 h 22 min 48 s                 |
| 1990                             | Douglas Tanner                  | 1 h 05 min 13 s                 | Kathy Swanson                   | 1 h 19 min 25 s                 |
| 1991                             | Résultat inconnu                | Résultat inconnu                | Résultat inconnu                | Résultat inconnu                |
| 1992                             | Mike Nelson                     | 1 h 02 min 47 s                 | Suzy West                       | 1 h 16 min 17 s                 |
| 1993                             | Joe Bucciaglia                  | 1 h 02 min 33 s                 | Jodi Groesbeck                  | 1 h 16 min 51 s                 |
| 1994                             | Course annulée à cause du temps | Course annulée à cause du temps | Course annulée à cause du temps | Course annulée à cause du temps |
| 1995                             | Course annulée à cause du temps | Course annulée à cause du temps | Course annulée à cause du temps | Course annulée à cause du temps |
| 1996                             | Joe Bucciaglia                  |                                 | inconnu                         |                                 |
| 1997                             | Tyler Hamilton                  | 51 min 56 s                     | Marilyn Ruseckas                | 1 h 11 min 38 s                 |
| 1998                             | Robert Dapice                   | 59 min 19 s                     | Dorrie Martell                  | 1 h 11 min 56 s                 |
| 1999                             | Tyler Hamilton                  | 50 min 21 s                     | Geneviève Jeanson               | 1 h 01 min 57 s                 |
| 2000                             | Timothy Johnson                 | 55 min 46 s                     | Jeannie Longo                   | 58 min 14 s                     |
| 2001                             | Timothy Johnson                 | 53 min 31 s                     | Karen Bockel                    | 1 h 09 min 20 s                 |
| 2002                             | Thomas Danielson                | *49 min 24 s                    | Geneviève Jeanson               | *54 min 02 s                    |
| 2003                             | Thomas Danielson                | 51 min 05 s                     | Geneviève Jeanson               | 59 min 58 s                     |
| 2004                             | Justin England                  | 58 min 50 s                     | Aimee Vasse                     | 1 h 10 min 44 s                 |
| 2005                             | Tyler Hamilton                  | 51 min 11 s                     | Aimee Vasse                     | 1 h 12 min 38 s                 |
| 2006                             | Tyler Hamilton                  | 52 min 21 s                     | Aimee Vasse                     | 1 h 08 min 31 s                 |
| 2007                             | Course annulée à cause du temps | Course annulée à cause du temps | Course annulée à cause du temps | Course annulée à cause du temps |
| 2008                             | Phillip Gaimon                  | 54 min 57 s                     | Flavia Lepene                   | 1 h 08 min 52 s                 |
| 2009                             | Phillip Gaimon                  | 54 min 37 s                     | Sue Schlatter                   | 1 h 07 min 43 s                 |
| 2010                             | Nico Toutenhoofd                | 57 min 26 s                     | Marti Shea                      | 1 h 05 min 42 s                 |

* Record

## Référence
- (en) Cet article est partiellement ou en totalité issu de l’article de Wikipédia en anglais intitulé « Mount Washington Auto Road Bicycle Hillclimb » (voir la liste des auteurs).